# Satoshi Kukino
Satoshi Kukino (久木野 聡 Kukino Satoshi?), född 16 april 1987 i Miyazaki prefektur, är en japansk fotbollsspelare.
Kukino började sin karriär 2006 i Kawasaki Frontale. Efter Kawasaki Frontale spelade han för Yokohama FC, Tochigi SC och FC Machida Zelvia. Han avslutade karriären 2016.